# 頑張る
頑張る（がんばる）は、大まかには、困難な時期に粘り強く精を出すといった意味の日本語の語句である。
頑張るという語句は、しばしば「最善を尽くす」という意味として解釈されるが、実際には、それ以上のことを意味している。「忍耐強く取り組む」や「（困難に）耐え抜く」といった意味が強調される。
頑張るは「仕事に全力を尽くし、最後までやり遂げる」といった意味であり、粘り強さ、根気強さ、勤勉などとも解釈できる。この語句は日本の文化において独特の重要性を持っている。
ニューヨーク・タイムズは、1972年1月にグアム島で投降した残留日本兵の横井庄一について、日本では、天皇陛下への絶え間ない言及に当惑していた人々すらも決意と「頑張る」精神に感嘆していたと述べた。阪神淡路大震災では、「がんばろうKOBE」が神戸の復興のスローガンとなった。東日本大震災においても、最もよく聞かれた語句だった。